# Clematis pamiralaica
Clematis pamiralaica là một loài thực vật có hoa trong họ Mao lương. Loài này được Grey-Wilson mô tả khoa học đầu tiên năm 1989.